# Germanenzug
Germanenzug (WAB 70) ist eine weltliche, patriotische Kantate, die 1863–1864 von Anton Bruckner nach einem Text von August Silberstein komponiert wurde.

## Entstehung und Stellung im Gesamtwerk
Nach der Vollendung von Psalm 112 komponierte Bruckner im Juli 1863 den „Germanenzug“. Es ist das erste große Beispiel für gelegentliche Stücke, die weltliche Texte vertonten, die Bruckner im Laufe seiner Karriere für die Liedertafeln schrieb.
Bruckner bewarb sich um einen Wettbewerb beim ersten Oberösterreichischen Sängerbundesfest, das im August 1864 in Linz stattfinden sollte. Bruckners ursprüngliche Absicht war, das „Zigeuner-Waldlied“, ein verlorenes Werk (WAB 135), als Grundlage für diesen Eintrag zu verwenden, aber nach einer Korrespondenz mit Silberstein und seinem engen Freund Rudolf Weinwurm ersetzte Bruckner es durch das patriotische Gedicht des Wiener Dichters und Journalisten August Silberstein.
Im Frühjahr 1864 wurde das Fest verschoben. Es wurde auf den 4. und 6. Juni 1865 verlegt und in „Oberösterreichisch-Salzburgisches Sängerbundesfest“ umbenannt. Bruckner verfeinerte seine Komposition, bis er sie im August 1864 einreichte. Bruckners und Weinwurms Beiträge waren zwei der acht Kompositionen, die für die Endrunde ausgewählt wurden. Die acht ausgewählten Kompositionen wurden im selben Jahr von Josef Kränzl, Ried herausgegeben.
Im Rahmen des Festivals führte die Liedertafel „Frohsinn“ am 5. Juni unter Bruckners Leitung den „Germanenzug“ auf. Der „Germanenzug“ wurde mit dem zweiten Preis ausgezeichnet. Die Gewinnerkomposition war Weinwurms „Germania“.
Dreißig Jahre später, 1893, komponierte Bruckner eine zweite weltliche Kantate nach einem Text von Silberstein: Helgoland, WAB 71 – das Bruckners letztes vollendetes Werk werden sollte. Dass Bruckner den „Germanenzug“ schätzte, zeigt seine Bitte, den Mittelteil im Rahmen der Feierlichkeiten anlässlich seiner Bestattung aufzuführen.
Das Werk, dessen Manuskript im Archiv des Stifts Kremsmünster aufbewahrt wird, befindet sich im Band XXII/2 Nr. 7 der Gesamtausgabe.

## Text

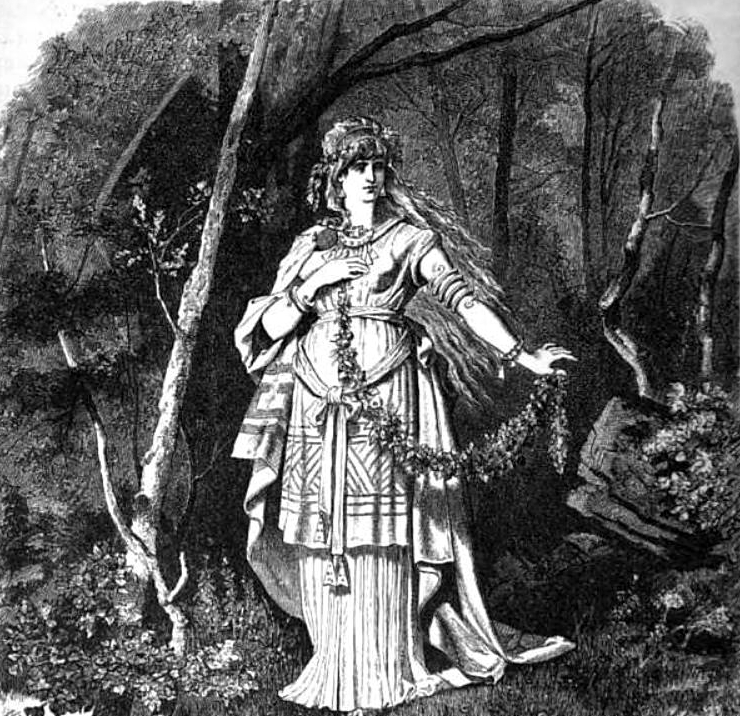
Freya von Carl Emil Doepler

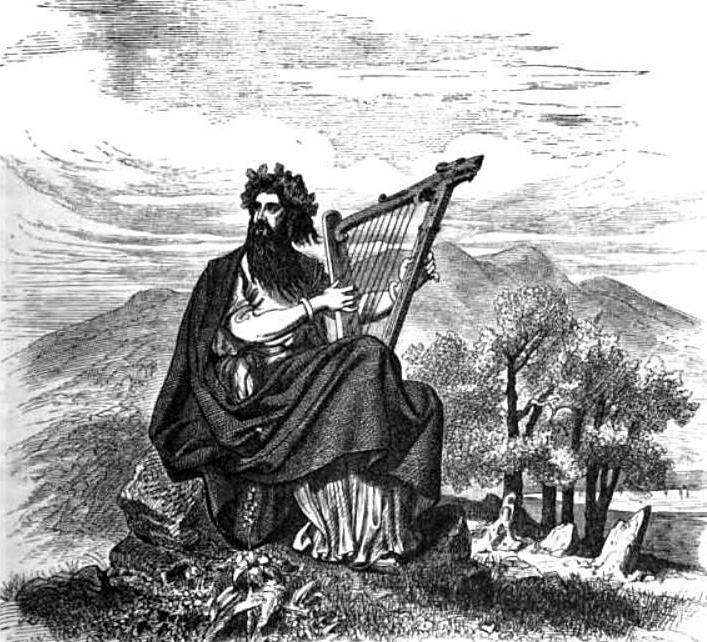
Bragi von Carl Emil Doepler

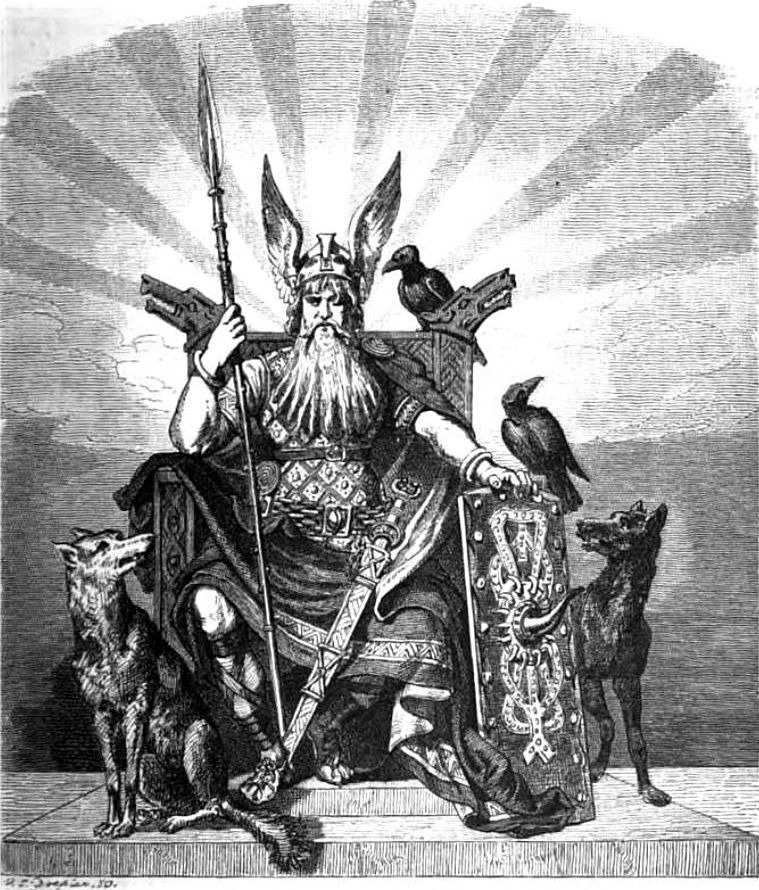
Odin von Carl Emil Doepler

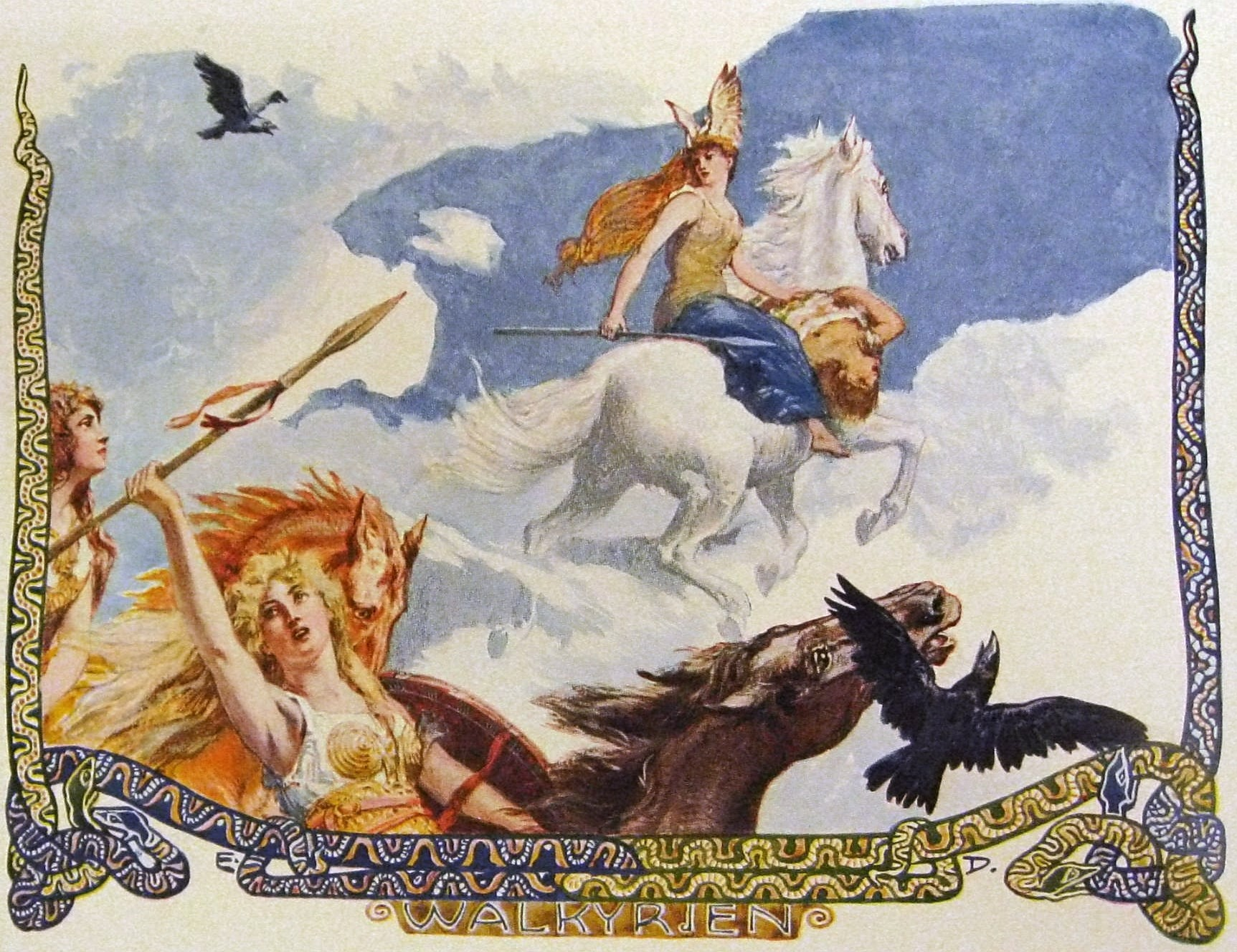
Walküren von Carl Emil Doepler

Das Werk basiert auf einem Gedicht von August Silberstein
Germanen durchschreiten des Urwaldes Nacht,

Sie ziehen zum Kampfe, zu heiliger Schlacht.

Es steh'n die Eichen im düsteren Kreis,

Und sie rauschen so bang und flüstern so leis,

Als sollte der Krieger gewaltigen Schwarm

Durchdringen die Ahnung, erfassen der Harm!

Sie aber, sie wandeln urkräftigen Tritts,

So nahet der Donner mit zündendem Blitz!

Und aus des Gezweiges wild düsterem Hang,

Da wird es jetzt lauter, da tönt ein Gesang,

Denn der Walküren bewachend Geleit

Umschwebet die Helden und singet vom Streit.

In Odins Hallen ist es licht und fern der Erdenpein,

Aus Freyas Wonnestrahlen bricht die Seligkeit herein!

Solgofnir ruft den gold'nen Tag und Bragas Harfe klingt,

Mit Balmungschlag und im Gelag, die süße Zeit entschwingt.

In Odins Hallen ist es licht und fern der Erdenpein.

Wer mutig für das Höchste ficht, der geht zu Göttern ein!

O, Liebe ist's, die uns beschwingt, zu künden das Geschick.

Der Kampf nun winkt, ihr alle sinkt, und keiner kehrt zurück!

Da schlagen die Krieger mit wilder Gewalt

Die Schwerter zum Schilde, dass es hallt und erschallt!

„Und soll denn dies Schreiten das letzte auch sein,

So wollen wir gerne dem Tode uns weih'n;

Doch möge aus diesem so mutigen Zieh'n

Der Segen der Heimat, das Siegen erblüh'n!

Teutonias Söhne, mit freudigem Mut,

Sie geben so gerne ihr Leben und Blut,

Die Freiheit, die Heimat ja ewig bestehn,

Die flüchtigen Güter, sie mögen vergehn!“

So riefen die Krieger, so zogen sie fort,

Gesegnet ihr Tun und bewahret ihr Wort!
Am Ende der ersten Seite seines Manuskripts fügte Bruckner folgenden Text hinzu:
- Freya: Göttin der Liebe im lichten Himmel
- Solgofnir: der goldkämmige Hahn, der den Morgen ruft und die Helden weckt
- Braga: Gott der Dichtung und Tonkunst
- Balmung: Heldenschwert; Balmungschlag: Schwertschlag
- Odin: oberster Gott
- Walküren: die beflügelten Jungfrauen, welche Helden in die Schlacht und Seelen in dem Himmel geleiten

## Besetzung und Satzfolge
Das 118-Takt-Werk in d-Moll ist für Männerchor, männliches Soloquartett und Blechbläserensemble (zwei Kornette, vier Trompeten, vier Hörner, ein Baritonhorn oder Euphonium, drei Posaunen und eine Basstuba). Dauer: ca. 8 Minuten.
Strukturell besteht die Kantate aus drei Hauptabschnitten mit jeweils internen Wiederholungen. Der äußere Teil zeigt deutsche Krieger, die in die Schlacht ziehen, die die Freude an Walhalla beschreiben, dem Ziel von Helden, die in der Schlacht getötet werden. Der mittlere Teil ist ein Lied der Walküre. Abgerundet wird die A-B-A-Struktur mit einer Coda.
Der erste Abschnitt (36 Takte), Germanen durchschreiten des Urwaldes Nacht, ist in d-Moll gehalten. Das scharf gepunktete Sprungoktavmotiv am Anfang ist eine leicht veränderte Variante der Festkantate Kantate Preiset den Herrn. Der langsamere Mittelteil (39 Takte), In Odins Hallen ist es licht, ist harmonisch der abenteuerlichste. Es verfügt über reduzierte Kräfte eines männlichen Soloquartetts und der vier Hörner. Ein Solohorn leitet das Quartett ohne Pause in den dritten Abschnitt (43 Takte) ein, Da schlagen die Krieger mit wilder Gewalt, der mit einer Wiederholung des ersten Teils beginnt. Danach geht es weiter zu D-Dur und neuem Material für die mitreißende Coda (Die Freiheit, die Heimat ja ewig bestehn).
Der ausgereifte Bruckner-Stil ist bereits vorhanden. Die stark punktierten Rhythmen, die die Blechbläser im ersten Abschnitt akzentuieren, nehmen Passagen in Bruckners Sinfonie Nr. 1 und spätere symphonische Werke. Die Verwendung der Tonart d-Moll ist ein frühes Beispiel für seine besondere Vorliebe für diese Tonalität, die er mit dem Requiem, die Messe Nr. 1 und drei Sinfonien: Sinfonie in d-Moll, Sinfonie Nr. 3 und die „Abschiedssymphonie“ Sinfonie Nr. 9.
Harmonic usage is fully nineteenth-century, centred around root progressions and key contrasts in thirds. Particularly in the second part, substantial passages appear where no more than a few chords can be analyzed in any one key. The instruments are more independent of the voices than in previous works in this genre by Bruckner. While they continue to double and support the choir, they also add extra harmony and contrapuntal lines, and contribute substantially to the effectiveness of the tone painting.
(Übersetzung) Der harmonische Gebrauch stammt vollständig aus dem neunzehnten Jahrhundert und konzentriert sich auf Wurzelverläufe und Schlüsselkontraste in Terzen. Vor allem im zweiten Teil tauchen substanzielle Passagen auf, in denen nicht mehr als ein paar Akkorde in einer Tonart analysiert werden können. Die Instrumente sind unabhängiger von den Stimmen als in früheren Werken dieser Gattung von Bruckner. Während sie den Chor weiterhin verdoppeln und unterstützen, fügen sie auch zusätzliche Harmonie und kontrapunktische Linien hinzu und tragen wesentlich zur Wirksamkeit der Tonmalerei bei.

## Diskografie
Es gibt ein paar Aufnahmen von „Germanenzug“:
- Robert Shewan, Roberts Wesleyan College Chorale and Brass Ensemble: Choral Works of Anton Bruckner – CD: Albany TROY 063, 1991
- Attila Nagy, Universitätssängerschaft 'Barden zu Wien', Männerchor Wien und Ungarisches Blechbläserensemble: Anton Bruckner und seine Zeit – CD: Disc-Lazarus DL-USB 8B, 18. Mai 1996
- Attila Nagy, Universitätssängerschaft 'Barden zu Wien', Männerchöre Wien und Musikverein Hörsching: Konzert im Brucknerjahr – CD: Disc-Lazarus DL-USB 8D, 26. Oktober 1996

Nagy nahm Germanenzug noch zwei weitere Male mit demselben Chor und gleicher Klavierbegleitung anstelle des Blechbläserensembles auf:
- Bruckner-Festabend anlässlich des 100. Todestages von Ehrenmitglied Anton Bruckner – CD: Disc-Lazarus DL-USB 8C, 7. Juni 1996
- Im Denken treu, im Liede deutsch – CD: Disc-Lazarus DL-USB 26, zwischen 1997 und 2007

Note„Germanenzug“ wurde beim Brucknerfest 2022 aufgeführt. Eine Aufnahme ist im „Bruckner Archive“ verfügbar.